# 小池龍太
小池龍太（1995年8月29日—），日本足球運動員，司職後衛，現效力日職球隊橫濱水手，日本國家足球隊成員。

## 俱樂部生涯
2014年，小池龙太高中毕业后没有得到职业联赛关注，当时还在JFL的山口雷法将其签下，随即凭借勤奋和努力打上先发。在3年时间内，小池龙太跟随上野展裕教练从JFL到日丙到日乙，再转会到日职的柏雷素尔 。2016年在日乙全年比赛打满全场。
小池龙太今年开始时不是柏的主力。在鎌田次郎、古贺太阳均表现不佳的情况下，自此坐稳先发。在上半程的日职联赛，他与伊东纯也组成联赛最强劲的右路组合，两人的速度都非常快，小池龙太的传中更是达到日职一线水平，无论是45度还是标志性的下底传中制造威胁。柏也成为日职少有的传中进球超过短传进球的球队。当然他的短板现在也很明显，防守强力十分困难，传球成功率70%太低。前一个问题受限于身体素质不容易解决，传球能力、与队友的默契程度，是小池龙太需要加强的方面。
据德国媒体《图片报》报道，德乙俱乐部德累斯顿迪纳摩有意引进柏雷素尔的后卫队员小池龙太，并在报道中评价他为“日职联赛最佳右后卫”。 
后卫球员小池龙太加入比乙球队洛克伦的消息今天被正式公布。他将和天野纯成为队友，一同在比乙联赛征战。
横滨水手官方宣布，由于比利时球队洛克伦破产，小池龙太以转会形式加盟球队。

## 國家隊生涯
在2022年东亚杯上对阵中国，是其日本国家队第一场比赛，此前日本对阵香港6-0时并没有出场。

## 外部連結
- 小池龍太的X（前Twitter）
- Profile at Kashiwa Reysol （页面存档备份，存于）
- Profile at Renofa Yamaguchi （页面存档备份，存于）
- 日本職業足球聯賽中的小池龍太 （日語）